# مرشحة لؤلؤة الكبريت الجورغنسنية
مرشحة لؤلؤة الكبريت الجورغنسنية (الاسم العلمي:Candidatus Thiomargarita joergensenii) هي نوع من البكتيريا تتبع جنس لؤلؤة الكبريت من فصيلة هلبات الكبريت.